# 契迪龙寺

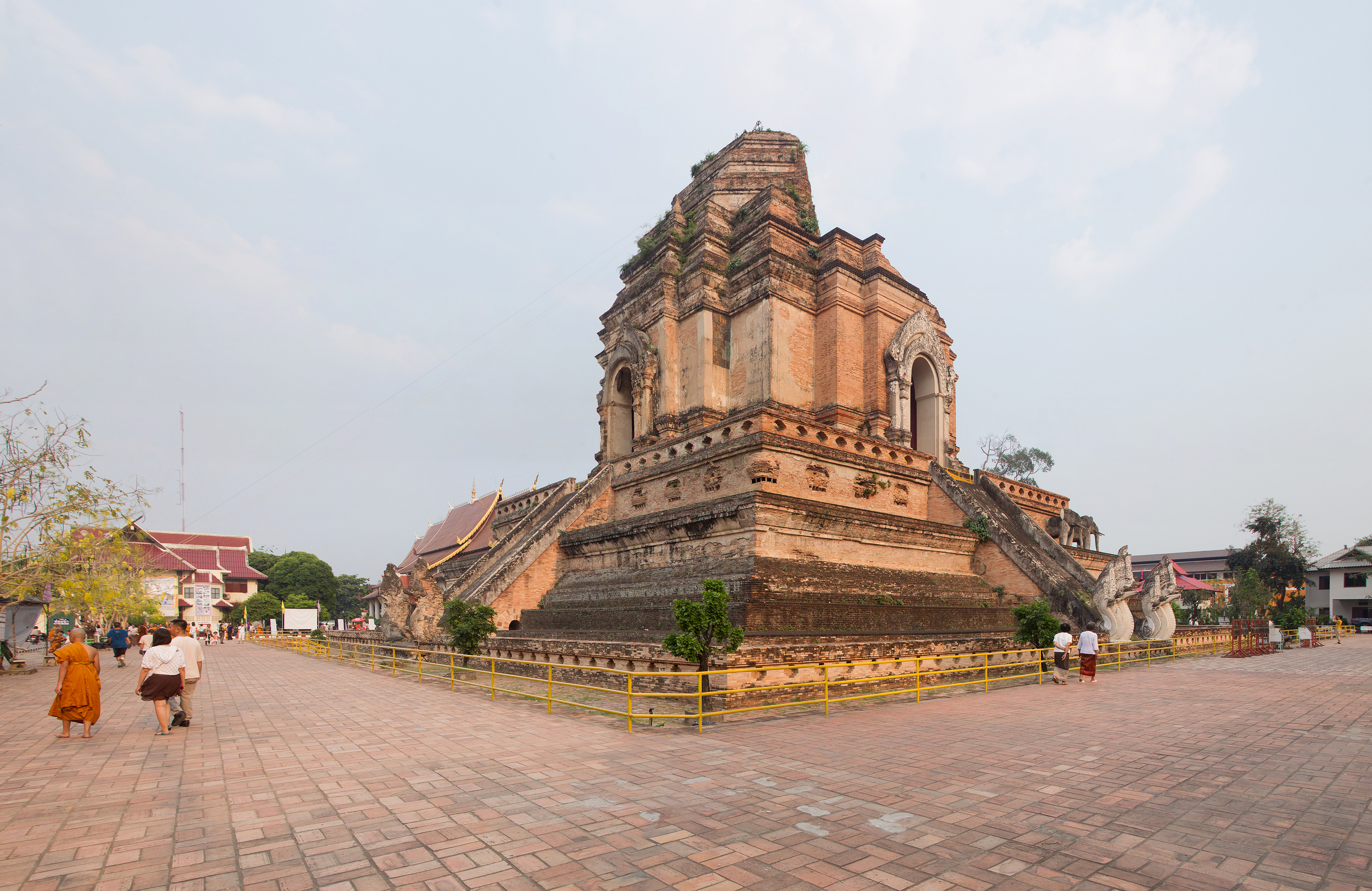
2013的契迪龙寺

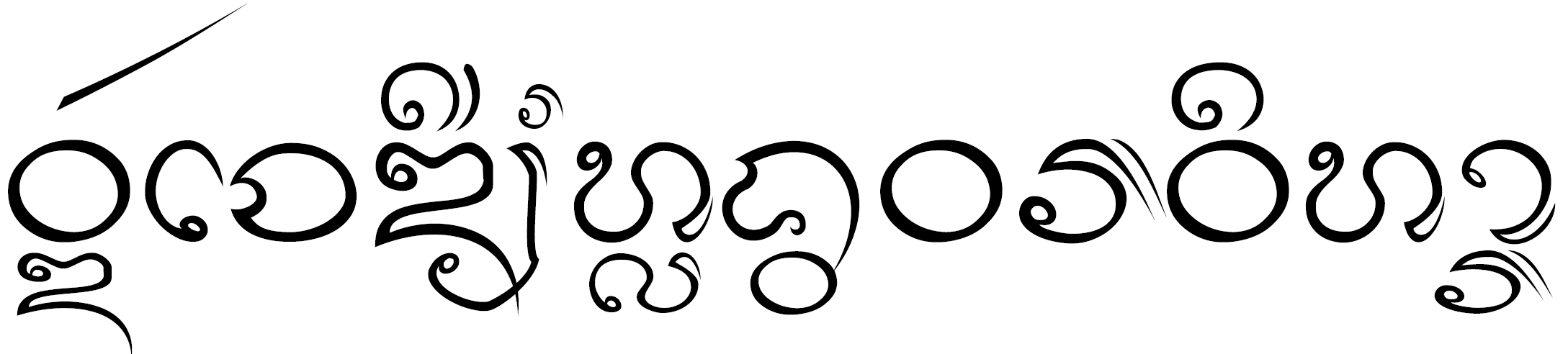
用兰纳文书写的“契迪龙寺”

18°47′13″N 98°59′12″E / 18.7869693°N 98.9865804°E
契迪龙寺（羅馬化：Wat Chedi Luang, 中文翻译为“大佛塔寺”）是泰国清迈市中心的一座佛教寺庙，是清迈市六大寺庙中最为著名的一座。契迪龙寺初建成时原本是三座寺庙
，后来三座寺庙合并成为现在的契迪龙寺。

## 历史
契迪龙寺始建于1391年，因当时的兰纳国王盛孟玛（英語：Saen Muang Ma）想将他父亲的遗骨存放在建成后的寺中。盛孟玛于1401年去世，此时契迪龙寺尚未建成，于是他的遗孀承接了建设寺庙的工程。大概由于建筑结构稳定性的问题，至到15世纪中期滴洛拉王（英語：King Tilokaraj）时代，契迪龙寺才正式完工。
契迪龙寺建成时高82米，底层直径54米，是当时清迈市最高的建筑。1468年，一尊玉佛被迎请到寺中。1545年，清迈发生一次大地震，契迪龙寺顶部30米倒塌，于是在1551年，这尊玉佛被迁至琅勃拉邦。1990年联合国教科文组织和日本政府出资重建契迪龙寺，然而有人认为重建后的建筑属于泰国风格而非契迪龙寺原始的兰纳风格。现今契迪龙寺约60米高。在契迪龙寺600周年纪念日，一尊由墨玉制成的玉佛复制品被安置在重建后的寺中。

## 建筑

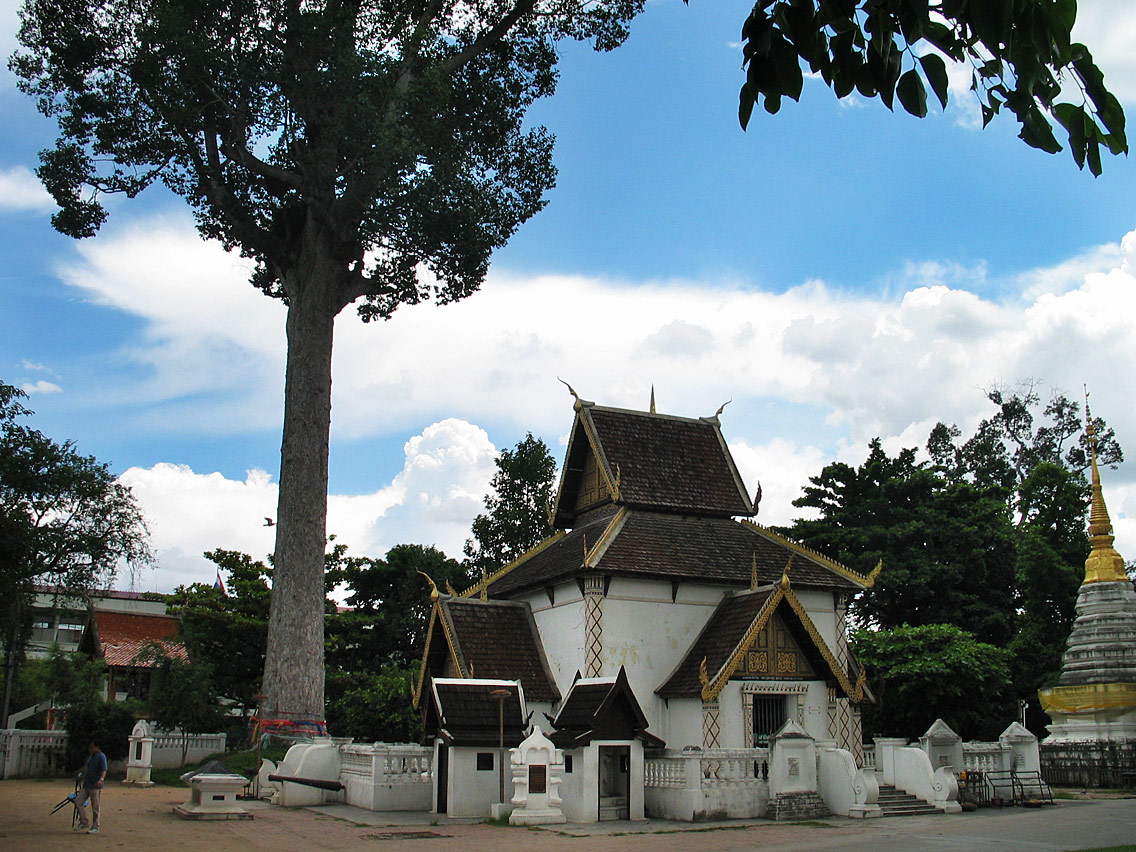
城市之柱

在寺庙的内部有清迈市的城市之柱，在城市之柱附近有三棵龙脑香树。在契迪龙寺入口不远处有一尊佛像叫十八肘尺佛（英語：Eighteen-cubit Buddha），寺庙另一头则有一尊卧佛。

## 寺庙景观

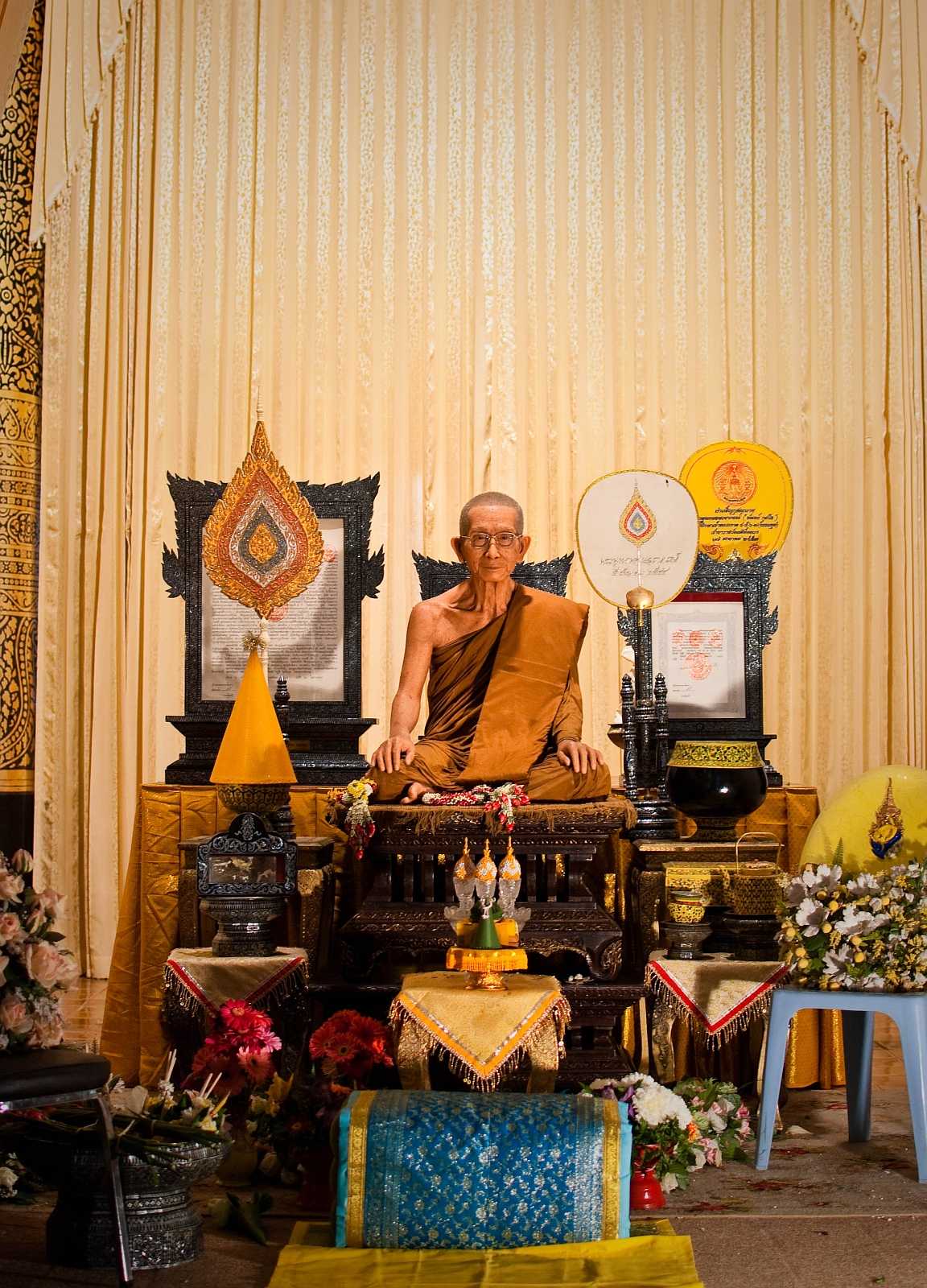
契迪龙寺中供奉着泰国僧人Chan Kusalo的蜡像
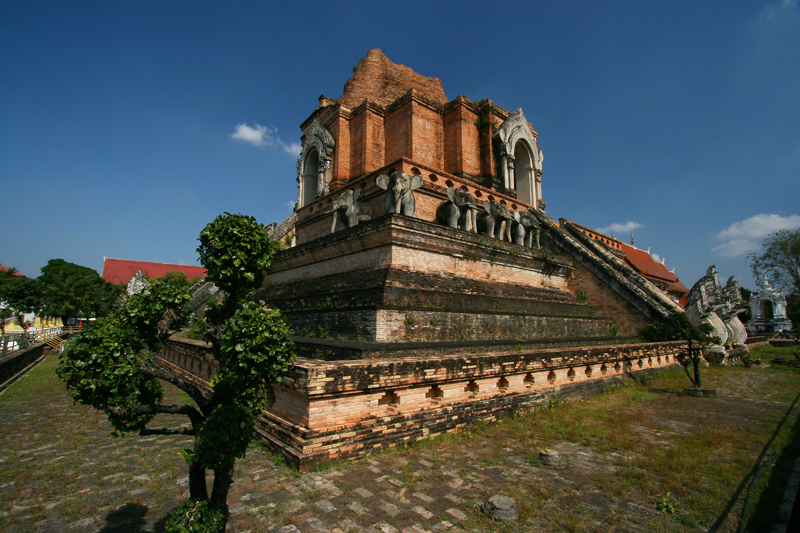
2014年的契迪龙寺
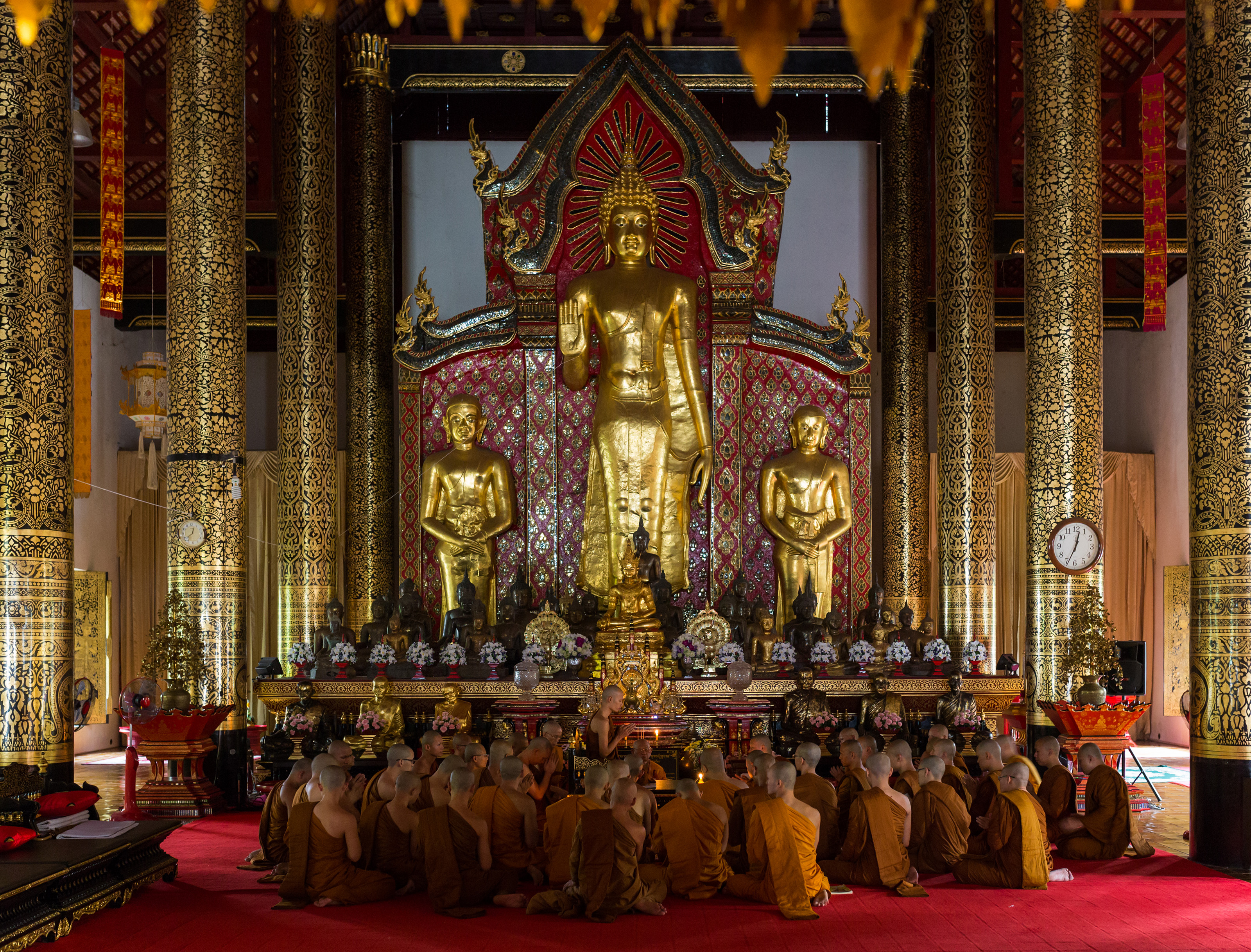
僧众在精舍里唱颂
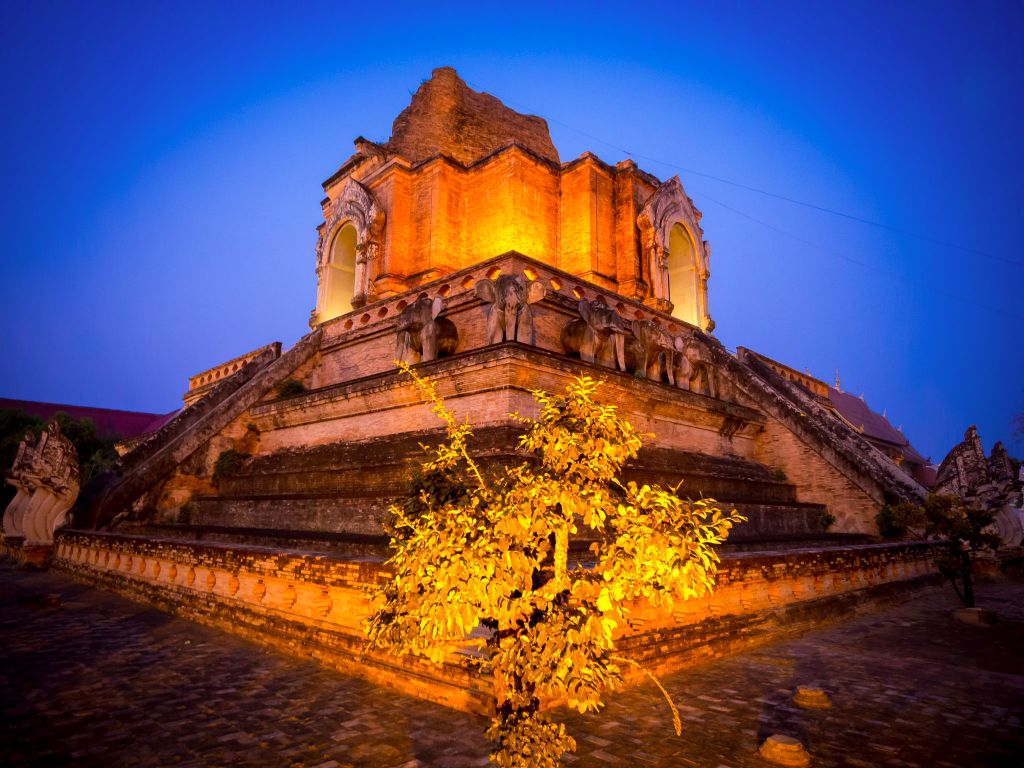
黄昏中的契迪龙寺
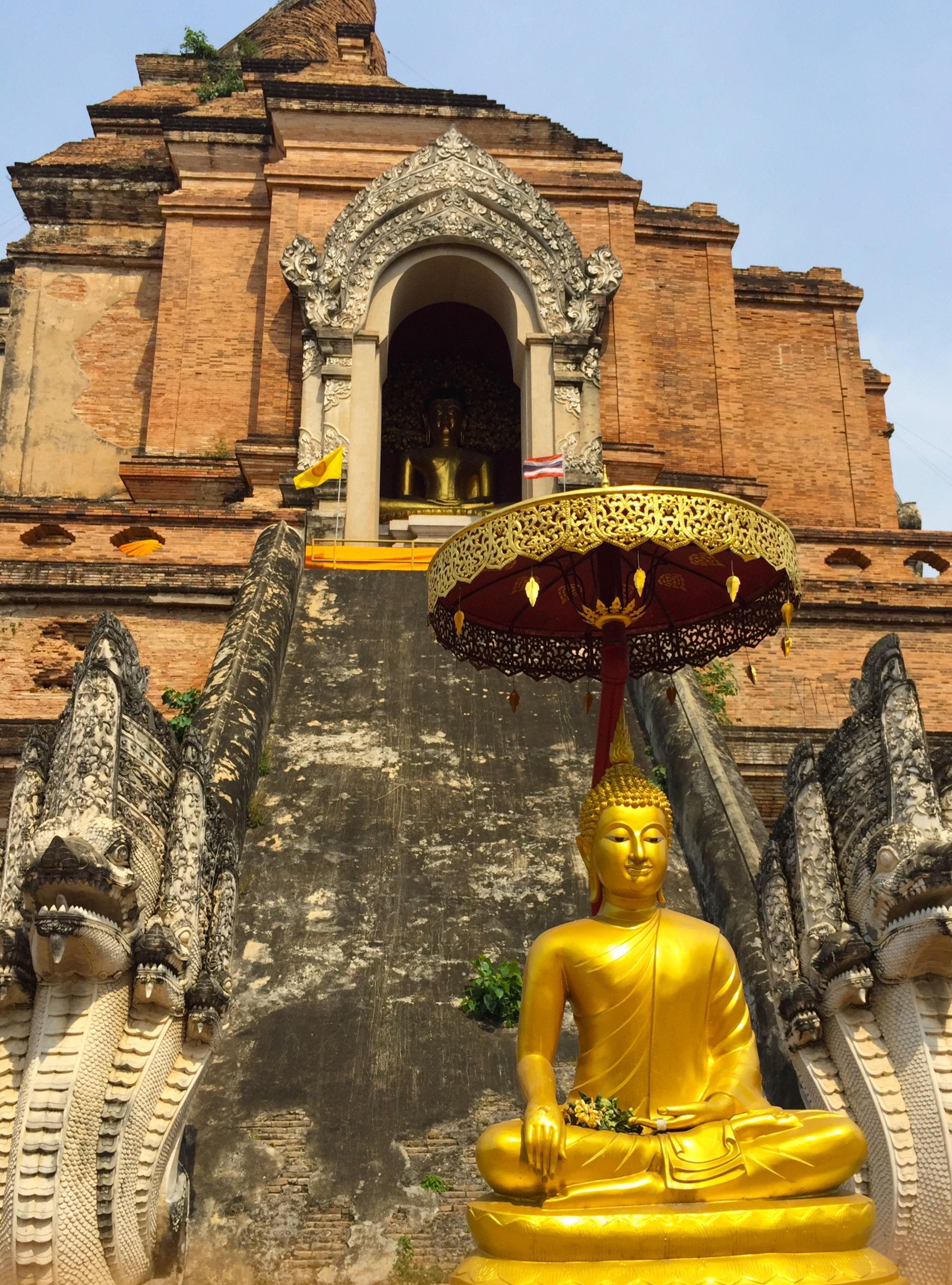
契迪龙寺外的佛像
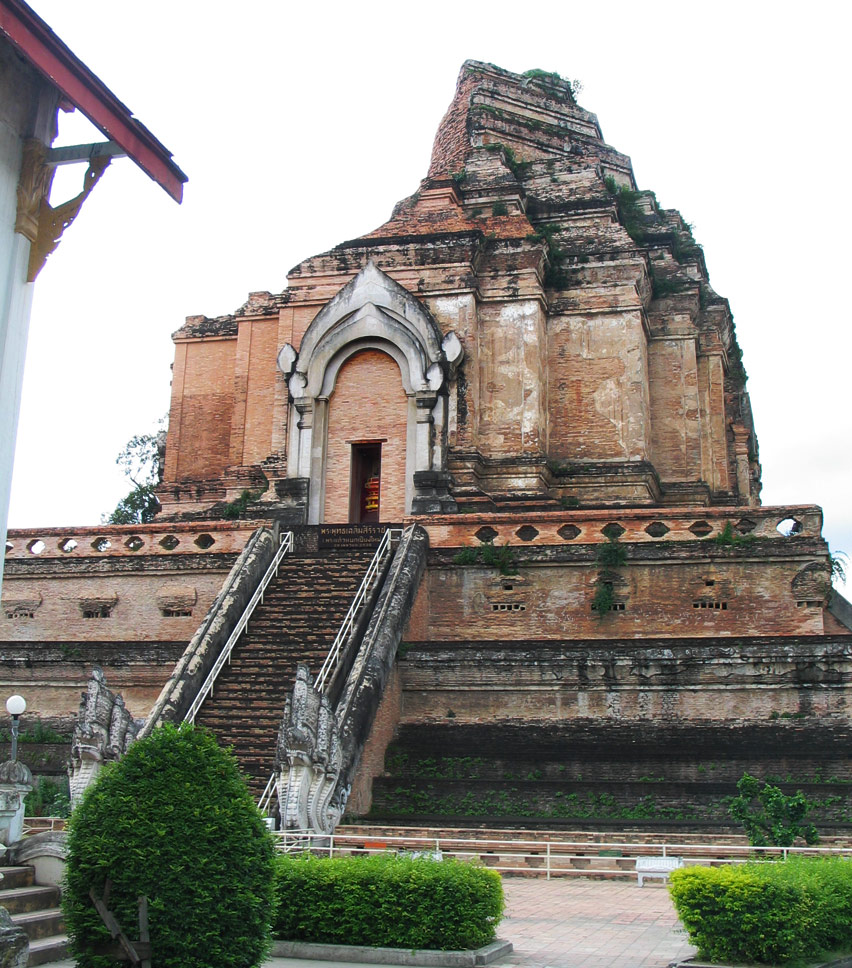
契迪龙寺